# Стереом

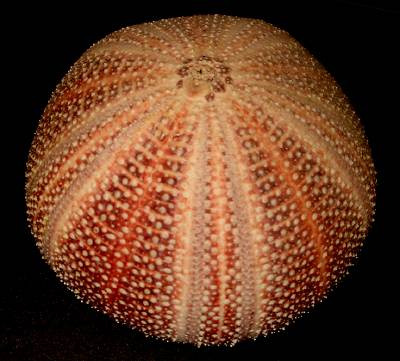
Скелет морского ежа

Стереом — твёрдый микропористый материал, из которого состоят элементы скелета иглокожих. Представляет собой (в первом приближении) пористый монокристалл кальцита с примесью карбоната магния. Поры составляют большую часть объёма (до половины и более) и заполнены живой тканью (стромой). Типичный диаметр пор — 10-25 мкм; бывают большие и меньшие.
Стереом есть исключительно у иглокожих. Его наличие у вымершей группы Homalozoa стала решающим фактором для её отнесения к этому типу. Почти нет иглокожих со скелетными элементами, построенными иным образом (единственное исключение — голотурии семейства Molpadiidae, имеющие своеобразные гранулы из фосфата железа).

## Структура и состав
Стереом — это трёхмерная решётка. Её перемычки называются трабекулами. Несмотря на то, что стереом является монокристаллическим образованием, на его перемычках нет кристаллических граней: все поверхности скруглённые.
Стереом отличается и у разных таксонов иглокожих, и в различных скелетных элементах, и в пределах одного элемента. Его вид зависит от того, какой тканью он заполнен и какая присоединяется к его внешней поверхности. Варьируют такие признаки стереома, как способ укладки перемычек, их длина (соответственно, диаметр пор) и толщина. Перекладины могут быть разной степени регулярности — от хаотичного переплетения до правильной сетки с непрерывным рядом промежуточных вариантов. Наибольшее разнообразие архитектуры стереома наблюдается у морских ежей и офиур.
Более детальные исследования показывают, что бывают отклонения от монокристалличности стереома (особенно выраженные в поверхностных слоях различных скелетных элементов, а также в зубах морских ежей): соседние кристаллы могут быть разделены субмикронным органическим слоем, а их соответствующие оси симметрии могут быть не совсем параллельными. Содержание органических веществ в стереоме достигает 0,1—0,2 % по массе. Таким образом, вероятно, он является композиционным материалом. Известно, что его механические свойства существенно отличаются от свойств неорганического кальцита (например, модуль Юнга может быть меньше в несколько раз).
Содержание карбоната магния в стереоме — как правило, 8-15 %; в зубах морских ежей — до 40 %. Есть данные, что твёрдость стереома возрастает с увеличением содержания MgCO3.

## Образование и функции
Стереом секретируется специальными клетками — склероцитами, которые объединяются в синцитий. Кальцит может откладываться как внутрь, так и наружу. Формирование стереома начинается с отдельных иголок — спикул, которые затем соединяются таким образом, что кристаллическая решётка одной становится продолжением другой. У некоторых видов описана и резорбция (разрушение) стереома, которая при необходимости осуществляется специальными клетками.
Губчатая структура скелетных элементов имеет такое преимущество, как препятствование распространению трещин.
Есть данные, что у некоторых мелководных офиур, примечательных чувствительностью к освещённости и её переменам (в частности, Ophiocoma wendtii), стереом скелетных пластинок конечностей может работать как массив микролинз, которые фокусируют свет на светочувствительные клетки.

## В палеонтологии
Древнейшие находки стереома, как и вообще древнейшие несомненные остатки иглокожих, относятся к нижнему кембрию. Нередко они имеют хорошую сохранность, и даже на кембрийских образцах различима трёхмерная микроструктура. Её зависимость от типа ткани, заполняющей стереом или контактирующей с ним, помогает реконструировать анатомию древних иглокожих (например, определить места прикрепления мышц).
Так скелетные элементы иглокожих являются монокристаллами, они при определённых условиях способны к эпитаксиальному росту после гибели животного. Предполагается, что эпитаксиальные наросты на них является свидетельством низких температур в соответствующие эпохи.
Монокристаллическая структура стереома затрудняет очистку ископаемых иглокожих от породы: их панцири и другие скелетные образования склонны раскалываться по кристаллографическим плоскостям (которые всегда расположены под углом к поверхности) и распадаются от вибрации и давления. Кроме того, они часто мягче вмещающей породы.